# لجنة برلين
لجنة برلين، التي عُرفت بعد عام 1915 باسم لجنة الاستقلال الهندية (بالألمانية: Indisches Unabhängigkeitskomitee)، كانت منظمة تشكلت في ألمانيا في عام 1914 خلال الحرب العالمية الأولى من قبل الطلاب الهنود والنشطاء السياسيين المقيمين في البلاد. كان الغرض من اللجنة هو تعزيز قضية الاستقلال الهندي. أُطلق على هذه المنظمة في البداية اسم «اللجنة البرلينية الهندية»، وتم تغيير اسمها إلى «لجنة الاستقلال الهندية» في عام 1915 وأصبحت جزءً لا يتجزأ من المؤامرة الهندوسية الألمانية. كان من بين أعضاء اللجنة فيريندراناث تشاتوباديايا (الاسم المستعار تشاتو)، وتشيمباكارامان بيلاي، والدكتور جينيندرا داس جوبتا، وأبهيناش باتاشاريا.

## الخلفية
قام عدد من الهنود، ولا سيما شيامجي كريشنا فارما، بتشكيل البيت الهندي في إنجلترا عام 1905. قدمت هذه المنظمة، بدعم من شخصيات هندية بارزة مثل دادبهي ناوردجي ولالا ومدام بيكاجي كاما وغيرهم، منحًا دراسية للطلاب الهنود، وعززت العمل القومي، وكانت منصةً رئيسيةً للآراء المناهضة للاستعمار. كان عالم الاجتماع الهندي، الذي نشره كريشنا فارما، من أبرز المنشورات المناهضة للاستعمار. ومن بين القوميين الهنود البارزين المرتبطين البيت الهندي فيناياك دامودار سافاركار (المعروف أيضًا باسم فير سافاركار)، وفيريندراناث تشاتوباديايا (الاسم المستعار تشاتو)، وهار دايال.
تابعت الحكومة البريطانية موقع البيت الهندي بسبب طبيعة عمله والنبرة التحريضية المتزايدة لعالم الاجتماع الهندي التي اقترحت قتل المسؤولين الاستعماريين البريطانيين. قام المحققون الإنجليز بتتبع ومراقبة قادة الطلاب في البيت الهندي. في عام 1909، أطلق مادان لال دينغرا، المرتبط ارتباطًا وثيقًا بالبيت الهندي، الرصاص وقتل وليام هت كرزون ويلي، مسؤول الدفاع عن حقوق الإنسان لوزير الدولة لشؤون الهند. في أعقاب الاغتيال، تم قمع البيت الهندي بسرعة. أظهرت الأدلة التي تم العثور عليها أنه تم إرسال مسدسات براوننج إلى الهند من أجل إحداث ثورة مسلحة. تم ترحيل سافاركار من إنجلترا، وحُرم من اللجوء من قبل الحكومة الفرنسية في مرسيليا بينما هرب كريشنا فارما بنجاح إلى أوروبا. انتقل أولئك الذين واصلوا النضال، بما في ذلك فيريندراناث تشاتوباديايا، إلى ألمانيا، بينما انتقل عدد من القادة إلى باريس. ستلتحم هذه المجموعة من الهاربين لاحقًا في لجنة برلين.

## الحرب العالمية الأولى
عند اندلاع الحرب العالمية الأولى، بحث القوميون الهنود عن طرق لاستخدام العداوات لدعم أهدافهم. في وقت مبكر من عام 1912، كانت وزارة الخارجية الألمانية قد فكرت في دعم حركة عموم الإسلاميين والثورة البنغالية في الهند لإضعاف الموقف البريطاني.
كان القيصر فيلهلم الثاني قد نظر في الخيار في 31 يوليو 1914 عندما تم تأكيد التعبئة الروسية، وصار نطاق التعبئة البريطانية ضد ألمانيا واضحًا. في سبتمبر 1914، أذن القيصر للمستشار الألماني تيوبالت فون بتمان هولفيغ، بمعاقبة النشاط الألماني ضد الهند البريطانية. ترأس المجهود الألماني ماكس فون أوبنهايم، عالم الآثار ورئيس مكتب المخابرات للشرق الذي تم تشكيله حديثًا. كان عليه تنظيم مجموعات الطلاب الهنود في مجموعة متماسكة. كما أقنع أوبنهايم هار دايال بجدوى المشروع.
أصدرت مجموعة من الهنود المقيمين في ألمانيا، برئاسة م. برابهاكار (الذي كان حينها يُدرِّس في دوسلدورف بعد تخرجه من جامعة هايدلبرغ)، إلى جانب عبد الرحمن وآ صديقي، بيانات تدين إنجلترا وفرنسا لدعمها التسار (القيصر) في روسيا. ونظرًا لأن هؤلاء الطلاب كانوا مبتدئين سياسيًا، فقد سعى أوبنهايم للعثور على المزيد من الثوار البارزين الذين سيكون لهم وزن أكبر في المجتمع. تم تكليف أوتو غونتر فون ويسندونك، وهو ضابط شاب في Auswärtiges Amt، بمهمة تنظيم انتفاضة ثورية على طول الحدود الهندية والروسية. وبمساعدة معارفهم المقربين، أصدرت آنا ماريا سيمون وأبهيناش بهاتاشاريا وفيريندراناث تشاتوباديايا تصريحات مماثلة ضد بريطانيا وفرنسا تم توزيعها في النمسا والمجر وسويسرا وهولندا بالإضافة إلى ألمانيا، مما جذب التعليقات التحريرية. أقام الثنائي، بمساعدة السيدة سيمون، اجتماعات مع وزارة الخارجية في برلين.

### لجنة برلين
عند وصولهم إلى برلين، تم تخصيص مبنى في ضواحي شونبيرج كمقر جديد لهم. في اجتماعهم الأول مع مسؤول الاتصال بوزارة الخارجية، ماكس فون أوبنهايم، في 3 سبتمبر 1915، حدد تشاتوباديايا (المعروف أيضًا باسم تشاتو) أهداف اللجنة ومتطلباتها:
- للألمان توفير المال والسلاح والخبراء في الاستراتيجية العسكرية
- تسهيل عودة الوطنيين الهنود إلى أوروبا وتقديم اللجوء في حالة الفشل (وعدم الانصياع للضغوط كما حدث في قضية سافاركار)
- تدريب الهنود في سبانداو والقواعد العسكرية الأخرى، بما في ذلك على الألغام الغواصة
- نشر الأدب باللغات الهندية
- توفير طائرات الإنزال الجوي للدعاية
- تقديم أوراق نقدية بقيمة 10 روبية للاستخدام السري
- دعم مع الاتصالات اللاسلكية
- لا تنازل للإمارات الهندية المعارضة لخطة تشكيل جمهورية اشتراكية

بمساعدة أوبنهايم، تم إرسال رسائل إلى الطلاب الهنود في الجامعات الألمانية، وكذلك سويسرا والنمسا وهولندا، الذين من المرجح أن يشاركوا نفس الآراء. ومن بين أولئك الذين انضموا إلى المنظمة في ذلك الوقت كان الدكتور ديرين ساركار، وتشانجي كيرساسب، وNS ماراث، والدكتور جينيندرا داس جوبتا، وتشامباك رامان بيلاي. تم تأسيس لجنة برلين «تشامباك-تشاتو».
ومع أن المجموعة حثته، فقد رفض أوبنهايم الاقتراب من شيامجي كريشنافارما، الذي كان حينها في جنيف، ولم يحاول الوصول إلى لالا لاجبات راي، الذي كان حينها في الولايات المتحدة. اشتبهت المخابرات البريطانية في الولايات المتحدة بأن الأخير متورط بعمق في حركة الفتنة، مع أنه رفض شخصيًا الدخول في تحالف مع قوة إمبريالية أخرى. في عام 1915، شارك هار دايال وبركات الله بنشاط في لجنة برلين وأهدافها. ومن المعروف أن اللجنة أرسلت بعثات إلى مدينتي إسطنبول وبغداد والشرق الأوسط وكابل في أفغانستان.

## المؤامرة الهندوسية الألمانية
سرعان ما أقامت اللجنة اتصالات مع الثوار الهنود، بما في ذلك باغا جاتين. لقد قاموا بزيارة مصانع الأسلحة والمتفجرات للتعرف على المواد الحربية، والتقوا بأسرى الحرب الهنود المحتجزين في ألمانيا لتجنيدهم في القضية القومية. كان لالا هار ديال، الذي فر إلى ألمانيا بعد اعتقاله في الولايات المتحدة، مقتنعًا بتقديم دعمه لقضية اللجنة. لقد أقاموا اتصالات مع الحركة الغدارية في الولايات المتحدة. غادر الدكتور ديرين ساركار و NS مارث إلى واشنطن العاصمة في 22 سبتمبر 1915، وأقاما من خلال السفير الألماني يوهان فون بيرنستوف، علاقات مع الحركة الغدارية. ذروة الجهود الأمريكية كانت مؤامرة الأسلحة آني لارسن.

### لعثة كابل
أنشأت اللجنة البرلينية الهندية (التي أصبحت لجنة الاستقلال الهندية بعد عام 1915) بعثة هندية ألمانية تركية على الحدود الهندية الإيرانية لتشجيع القبائل على ضرب المصالح البريطانية. في ذلك الوقت، كانت لجنة برلين على اتصال بالأخوين خيري (عبد الجبار خيري وعبد الستار خيري) اللذان استقرا في إسطنبول في بداية الحرب العالمية الأولى. وفي عام 1917 اقترحوا على القيصر خطة لقيادة القبائل في كشمير والمقاطعة الحدودية الشمالية الغربية ضد المصالح البريطانية. سافرت مجموعة أخرى، بقيادة الديوبندي مولانا عبيد الله سندي ومحمود حسن الديوبندي (مدير دار العلوم ديوبند)، إلى كابل في أكتوبر 1915 مع خطط لبدء تمرد إسلامي في الحزام القبلي للهند. اقترح عبيد الله أن يعلن أمير أفغانستان الحرب على بريطانيا بينما طلب محمود حسن المساعدة الألمانية والتركية. انتقل حسن إلى الحجاز. وأقام عبيد الله في غضون ذلك علاقات صداقة مع أمير البلاد.
في كابل، قرر عبيد الله، مع بعض الطلاب الذين سبقوه إلى تركيا العثمانية للانضمام إلى «جهاد» الخليفة ضد بريطانيا، أن القضية الإسلامية ستخدم بشكل أفضل من خلال التركيز على حركة الاستقلال الهندية. استقبلت البعثة الهندية الألمانية التركية إلى كابل هذه المجموعة في ديسمبر 1915، برئاسة أوسكار فون نيدرماير ومن بين أعضائها فيرنر أوتو فون هينتيج، الممثل الدبلوماسي الألماني في كابل؛ ورجا ماهيندرا براتاب ووبركات الله وقوميين بارزين آخرين من مجموعة برلين. ولكونها معروفة باسم بعثة نيدرماير-هنتيج، فقد جلبت أعضاء الحركة الهندية إلى حدود الهند، وحملت رسائل من القيصر وأنور باشا وعباس حلمي الثاني، خديوي مصر المنفي، تعرب عن دعمها لبعثة براتاب. طلبوا من الأمير التحرك ضد الهند. كان الهدف المباشر للبعثة هو حشد الأمير ضد الهند البريطانية والحصول على حق المرور الحر للمتآمرين من الحكومة الأفغانية.
ومع أن الأمير لم يلتزم بالمجموعة، إلا أنهم وجدوا الدعم بين المجموعة الاستشارية السياسية والدينية المباشرة والقريبة للأمير، بما في ذلك شقيقه نصر الله خان، وأبنائه عناية الله وأمان الله، والزعماء الدينيين ورجال القبائل. جعلت أكثر الصحف الأفغانية نفوذاً آنذاك، سراج الأخبار، بركات الله محررًا رسميًا لها في أوائل عام 1916. نشر محررها محمود ترزي عددًا من المقالات التحريضية بقلم رجا ماهيندرا براتاب، بالإضافة إلى مقالات ودعاية متزايدة مناهضة لبريطانيا والقوى المركزية. وبحلول مايو 1916، صار خطاب الصحيفة جادًا بما يكفي لجعل الراج البريطاني يصادر أعدادها. وفي عام 1916، أنشأت لجنة برلين حكومة الهند المؤقتة في كابل.
إن تشكيل الحكومة يدل على جدية نية وهدف الثوار. كان في الحكومة رجا ماهيندرا براتاب رئيسًا، وبركات الله رئيسًا للوزراء، وعبيد السندي وزيرًا للهند، ومولوي بشير وزيرًا للحرب، وتشامباكاران بيلاي وزيرًا للخارجية. لقد حاولت الحصول على دعم من الإمبراطورية الروسية وجمهورية الصين واليابان. كما انضم إليهم غالب باشا في إعلان الجهاد ضد بريطانيا.
بعد ثورة فبراير في روسيا عام 1917، صار من المعروف أن حكومة براتاب قد توافقت مع الحكومة السوفيتية الوليدة. وفي عام 1918، التقى براتاب بالزعيم الروسي ليون تروتسكي في بتروغراد قبل لقاء القيصر في برلين. حث كلاهما على التعبئة ضد الهند البريطانية. وتحت ضغط من البريطانيين، سحب الأفغان تعاونهم وأغلقت البعثة. كان بعثة نيدرماير-هينتيج، وما يرتبط بها من اتصالات للبعثة الألمانية تأثير عميق على الوضع السياسي والاجتماعي في أفغانستان. لقد حفزت التغيير السياسي الذي انتهى باغتيال حبيب الله خان عام 1919 وانتقال السلطة إلى نصر الله، وبعد ذلك أمان الله. بدأت الحرب الإنجليزية الأفغانية الثالثة، والتي أدت إلى استقلال أفغانستان.

## نهاية لجنة الاستقلال الهندية
تم حل اللجنة رسميًا في نوفمبر 1918، مع تحويل انتباه معظم الأعضاء إلى روسيا السوفيتية الوليدة. صار معظم الأعضاء شيوعيين نشطين بين عامي 1917 و1920.

## روابط خارجية
- Liebau ، Heike: لجنة استقلال الهند البرلينية، في: 1914-1918 على الإنترنت. الموسوعة الدولية للحرب العالمية الأولى.